# Quintus Caecilius Metellus Numidicus
Quintus Caecilius Metellus Numidicus, född omkring 160 f.Kr., död 91 f.Kr., var en romersk statsman och militär. Han var son till Lucius Caecilius Metellus Calvus, bror till Lucius Caecilius Metellus Dalmaticus och far till Quintus Caecilius Metellus Pius.
Metellus blev 109 f.Kr. konsul och övertog som sådan ledningen av det dittills med slapphet förda kriget mot kung Jugurtha i Numidien. "Den kraftfulle och omutligt redbare Metellus var just rätte mannen att kämpa mot den ränkfulle afrikanen", heter det i Nordisk familjebok. Efter sin ankomst till hären återställde han först den förslappade krigstukten, besegrade sedan kungen vid floden Muthul och intog staden Thala. Färdig att sluta kriget, måste han lämna ifrån sig befälet åt sin förre underbefälhavare Marius, som lyckats skaffa sig konsulatet. År 102 f.Kr. var Metellus censor och visade som sådan stränghet. Hotad med landsförvisning, gick han år 100 f.Kr. med anledning av Lucius Saturninus åkerlag frivilligt i landsflykt, varifrån han dock, sedan vänner och släktingar lagt sig ut för honom, redan 99 f.Kr. återkom. Sina sista år levde han tillbakadraget som privatman. Metellus var en duglig fältherre. Född och uppvuxen som aristokrat, var han av grundsats otillgänglig för alla tiders reformsträvanden och bemödanden att vinna folkets gunst. Ställningen inom staten bekymrade honom också djupt. Man påstår till och med, att hans död vållades av sorg över den vändning, som sakerna hotade att taga.